# Zámek Rabensburg
Zámek Rabensburg se nachází ve stejnojmenné obci v Dolním Rakousku, v okrese Mistelbach.

## Historie
Původní osada Rabensburg se pravděpodobně v roce 1045 stala majetkem řezeňského purkrabího Burkharda, kdy celá oblast patřila Uherskému království. Původně dřevěný hrad byl kolem roku 1200 přestavěn na kamenný.
Z roku 1255 pochází první písemná zmínka o vesnici Rabensburg, jako majitel panství byl uveden dědic rodu Kuenringů - Hertwicus de Rebensburch, od nějž je nejspíš odvozen i název obce. V této době byl kolem hradu také vodní příkop. V roce 1294 připadl hrad do rukou Oty II. z Hagenbergu. V roce 1328 dobyl hrad český král Jan Lucemburský. V průběhu 14. století se hrad dostal do vlastnictví rodu Zelkingerů, ale již v roce 1385 jej bratři Hans a Ulrich prodali Janu II. z Lichtenštejna. V té době zahrnovalo 25 okolních obcí.
Mezi lety 1540 a 1550 byl hrad ve velkém měřítku přestavěn Jiřím Hartmannem z Lichtenštejna. Vnější fasády byly vyzdobeny malbami a koncem 16. století zde Jan Septim z Lichtenštejna doplnil i sgrafity. Jako svou hlavní rezidenci si hrad Rabensburg zvolil Maxmilián z Lichtenštejna, bratr zakladatele knížecího rodu Lichtenštejnů, Karla I. Pod jeho vedením byl areál výrazně rozšířen a hrad byl přestavěn na zámek. Kromě toho vybavil zámek baštami s děly. Během třicetileté války byl zámek v roce 1645 dobyt švédským generálem Lennartem Torstensonem, stejně tak i sousední kostel. V následujícím roce byl zámek navrácen Lichtenštejnům.

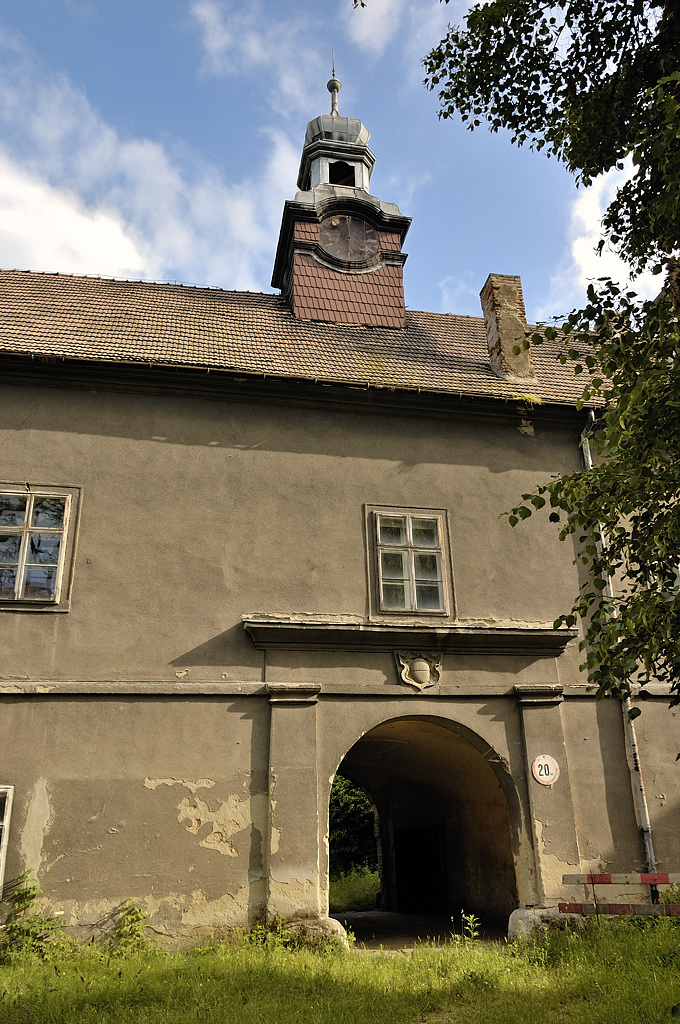
Vchod do nádvoří zámku

V letech 1704-1706 došlo k opětovnému poškození zámku během kuruckých nájezdů. Až do roku 1765 se z bezpečnostních důvodů konaly bohoslužby v Rytířském sále na zámku, nikoliv v místním kostele.
Lichtenštejnové drželi hrad s přestávkami až doku 1991. Od 16. století od dob Maxmiliána v něm však nikdo z nich trvale nežil. Sloužil jako úřednická a správní budova. Po prodeji v roce 1861 byla v zámku dokonce továrna na parketové podlahy. Během tohoto období se ztratily vzácné fresky a byla poničena konstrukce. Po několika letech Lichtenštejnové koupili zámek nazpět.
V roce 1991 koupil zámek majitel štěrkovny Günther Kucharovits a ještě několik let v něm žili nájemci. Budova je momentálně neobydlena, nebyla zrekonstruována a zvenčí působí zanedbaně.